# 산 프란시스코역
산 프란시스코 역(스페인어: San Francisco)은 마드리드 지하철 11호선의 역이다. 마드리드 카라반첼 구의 산프란시스코 지역에서 로스 포블라도스 대로 지하에 위치해 있다. 요금구역상으로는 A구역에 속한다.

## 역사
2006년 12월 18일 11호선의 연장구간 개통과 함께 문을 열었다.

## 환승 정보
역 주변에 버스 정류장이 다섯 곳 있다.
버스
- 시내버스
  - 47, 108, 118, 121, 131, 155번 노선 (주간)
  - N16번 노선 (야간)
- 시외버스
  - 485번 노선 (주간)

지하철
| 마드리드 지하철           | 마드리드 지하철        | 마드리드 지하철           |
| ------------------------- | ---------------------- | ------------------------- |
| 판 벤디토 플라사 엘립티카 | 마드리드 지하철 11호선 | 카라반첼 알토 라 포르투나 |